# A Szent Liga háborúja
A Szent Liga háborúja 1684-től (a szövetség létrehozásától) egészen 1700-ig folytatta a harcot az oszmán-török hatalom kiűzésére az egész európai kontinensről. A végső stádiumban Konstantinápolyt kellett volna visszafoglalni, de mindössze Magyarország felszabadítását tudták elérni, néhány balkáni régióval. A koalíció tagja volt számos európai állam, így a Habsburg Birodalom, a pápai állam, a Velencei Köztársaság, Lengyel–Litván Unió, és az Orosz Birodalom is csatlakozott hozzá.

## A koalíciós országok háborúi a törökök ellen

### A török kiűzése Magyarországról
A rendkívül becsvágyó és nagyratörő Kara Musztafa pasa, nagyvezír az oroszok ellen vívott háború (1676–81) után tudatosan készült a Habsburg Birodalom elleni offenzívára, és Bécs meghódítását helyezte kilátásba. Ezért is támogatta Thököly Imrét és a kurucokat. 1683-ban új háború megindítására vette rá a szultánt, maga mögött érezve a franciák támogatását. (1683-ban XIV. Lajos sorra ragadta el Spanyolország németalföldi és a Német-római Birodalom rajnai birtokait, és Ausztria elleni háborúra bátorította a Portát is, hogy ellenfele erejét kelet felől lekösse). Kara Musztafa nagyvezír az európai erőviszonyok alaposabb felmérése nélkül kiegészítette a török sereget a tatár hordákkal, a két román fejedelem seregével, valamint Apafi és Thököly segédhadaival, és elindult Bécs ellen.
A lassan összegyűlő lengyel és német hadakból álló felmentő sereg szeptemberben megközelítette az ostromló török hadat, akik elég közel álltak a császárváros elfoglalásához. A kahlenbergi csatában a lengyelek frontális, elsöprő lovasrohama megfutamította a nagyvezírt, és a lengyelek Esztergomot is elfoglalták. A győzelem hatására jött létre a Szent Liga, amelyhez rövidesen számos európai ország csatlakozott. A magyarországi hadszíntérre a kontinens szinte minden sarkából csapatostul áramlottak az önkéntesek. A spanyol–francia háborút 1684 augusztusában gyors fegyverszünettel lezárták. XI. Ince pápa ösztönzésére XIV. Lajos király – hódításainak elismerése fejében – 20 évnyi fegyvernyugvásra kötelezte magát, a Habsburgok háta nyugat felől biztosítva volt.
1686-ban a több nemzetiségű hadak hosszú ostrom után bevették Buda várát és városát, a következő évben pedig újabb nyílt ütközetben diadalmaskodtak a törökökön Nagyharsány mellett. Rövidesen Erdély is átállt a keresztény erők oldalára, akárcsak a kurucok többsége, míg Thököly végleg a szultán oldalára szorult.
A Habsburgok váratlanul erős térnyerését látva 1688-ban XIV. Lajos új hódító offenzívát indított a Rajnánál, hogy tehermentesítse oszmán szövetségesét. Kitört a pfalzi örökösödési háború (1688–1697). A franciák támadását kihasználva 1690-ben a törökök visszavették elvesztett balkáni területeiket, ám a szalánkeméni csatában ismét súlyos vereséget szenvedtek, és a korábban elszigetelt magyarországi török várak közül is több elesett.
1697-ben a szultán még egy nagy hadjáratot vezetett Magyarországra. Végül a zentai csatában megsemmisítő vereséget szenvedett, és ezzel végleg eldőlt a háború sorsa. A két évvel később megkötött karlócai béke lezárta a magyarországi török háborúkat, és a Temesköz kivételével a hódoltság valamennyi területe visszakerült az országhoz.

### Lengyel-török háború
A lengyelek az osztrákokkal korábban kötöttek egy olyan szövetségi megállapodást, amennyiben bármelyikük fővárosát török támadás érné, egymás segítségére sietnek. A lengyelek a török elleni háborút így Bécs felmentésével nyitották meg, majd Párkánynál szétverték a budai pasa seregét. Ezzel csaknem egy időben egy lengyel sereg Moldva északi részébe is benyomult. Sobieski János feltett szándéka volt az, hogy visszafoglalja a törököktől Kamienecet, amit az ország még 1672-ben vesztett el, továbbá Moldvát, Besszarábiát és Havaselvét is szerette volna Lengyelország-Litvániához kötni.
1687-ben sikerült Kamienecet visszafoglalni, de több győztes csata után 1690-ben, a magyarországi török előretöréssel párhuzamosan a lengyeleknek is ki kellett vonulniuk Moldvából. Hasonló kudarcok érték az orosz szövetségeseket is a Krímben.
A békére tett kísérletek ellenére 1691-ben Sobieski folytatta a háborút, és 1694-ben Uścieczkónál fényes diadalt aratott a török–tatár sereg felett. 1696-ban azonban meghalt a király. A lengyel rendek új uralkodónak II. Ágost szász választófejedelmet választották, és a közös lengyel–litván–szász sereg a podhajcei csatában vereséget mért a törökökre. A karlócai békében a lengyeleknek le kellett ugyan tenniük a román területek meghódításáról, de visszanyerték Kamienecet és a még török kézen levő délnyugat-ukrajnai (halicsi) területeket.

### Velencei-török háború
A Velencei Köztársaság 1669-ben a kandiai háborúban elszenvedett vereségével az Adriai- és a Földközi-tengeren elvesztette nagyhatalmi állását. Most abban a reményben csatlakozott a Szent Liga háborújához, hogy visszavághat a törököknek.
A velencei flottát és hadsereget a pápai állam, Savoya, és a Máltai Lovagrend katonai ereje is fegyveresen támogatta. A velenceiek a Jón-tengeren csaptak össze a törökökkel, és elfoglalták Preveza erődítményét (ezen a helyen szenvedtek nagy vereséget a velenceiek és a spanyolok a 16. században). 1685-ben a Navarrinó erődöt ostromolta Köngismarck svéd marsall. 1686-ban újabb nagy győzelmet arattak Ismail pasán, a török flotta parancsnokán, majd benyomultak Belső-Görögországba és Hercegovinába is. 1687-ben a törökök visszaszorították a velenceieket, majd 1689-ben ismét az olaszok kerekedtek felül. Sikereik hatására a görögök is csatlakoztak hozzájuk.
A karlócai békében Velence elnyerte Morea és Dalmácia fennhatóságát, de régi státusza ezzel sem állt vissza.

### Orosz-török háború
V. Iván orosz cár 1686-ban az utolsók közt csatlakozott a Szent Ligához, s szövetségre lépett korábbi ellenségével Lengyelországgal. 1687-ben a Krím ellen vonuló orosz–ukrán–kozák had visszavonulásra kényszerült, miután a sztyeppet felperzselték a tatárok. 1688-ban a cári hadsereg újabb akciója fulladt hasonló kudarcba. 1689-ben az oroszok nagyszabású hadjárata Perekopnál megtört a tatárok és a törökök heves ellenállásán. A cár ezt követően egy időre távol tartotta magát a háborútól.
A következő uralkodó, akit „Nagy” jelzővel illett a történelem, Péter cár a Fekete-tenger, valamint a Földközi-tengerhez vezető két szoros a Boszporusz és a Dardanellák elfoglalását tűzte ki célul, ezért felújította a törökök elleni háborút 1695-ben. Ezzel elkezdődött az Orosz Birodalomnak egészen az I. világháború végéig tartó hosszú küzdelme a törökökkel, amely végül is nem érte el célját.
A cár nyugati mintára szervezett serege 1695-ben még sikertelenül ostromolta az Azovi erődöt. A következő évben a cár visszatért és sikerült elfoglalnia a várat, egyidőben egy másik Fekete-tenger parti török erőd is a kezébe került. Legvégül az oroszok zárták le a törökkel a háborút 1700-ban, a konstantinápolyi békében.

## A háború következményei
A hatalmas Oszmán Birodalom háromszáz esztendő után végre legyőzőre talált Európában, ahol több fronton is súlyos vereségeket szenvedett. Lassú hanyatlása, mely már lényegében a 16. század óta tartott, most a megállíthatatlan bukás útjára lépett, s az idő múlásával annál jobban érződött, hogy „Európa beteg emberé”-nek halála már csak idő kérdése. Ugyanakkor az is bebizonyosodott, hogy fő ellenfelének már nem a Habsburg Birodalom, vagy Velence számít, hanem az egyre feltörekvő Orosz Birodalom, amellyel már több mint kétszáz évvel ezelőtt is összemérhette fegyvereit. A 16. század második felében az Oszmán Birodalom tett egy nagyobb kísérletet orosz területek leigázására, de a meglehetősen nagy távolságba vezetett akció kudarca már az oszmán hatalom gyengülését jelezte.
Bár a koalíció mindegyik tagja nyert valamit a háborúval, de a török kiűzésének igazi győztese a Habsburg Birodalom volt, amely ekkor szerzett igazi európai nagyhatalmi státuszt.